# Mambwe (Sambia)
Mambwe ist ein kleiner ländlicher Ort in der Ostprovinz in Sambia. Er ist Sitz der Verwaltung des gleichnamigen Distrikts. Der Ort liegt 60 Kilometer nordwestlich der Provinzhauptstadt Chipata.

## Infrastruktur
Die Stadt ist über die Great East Road gut zu erreichen. Es gibt das Kamoto-Krankenhaus der Reformierten Kirche mit 62 Betten, das 85 Kilometer von Chipata entfernt liegt. Elektrizität wurde 2005 für die Stadt Mwambwe zugesagt.